# نوردال والم
نوردال والم (انگلیسی: Nordahl Wallem؛ ۱۰ نوامبر ۱۹۰۲ – ۹ دسامبر ۱۹۷۲) قایقران، و قایقران قایق بادبانی اهل نروژ بود.